# ФК Спартак Трнава
ФК Спартак Трнава (слч. FC Spartak Trnava) је словачки фудбалски клуб из Трнаве. Клуб се тренутно такмичи у Првој лиги Словачке. Боје клуба су црвена и црна. Домаће утакмице клуб игра на стадиону Антона Малатинскога, који има капацитет од 18.448 места.
Клуб је основан 1923. као TŠS Trnava спајањем клубова Šk Čechie и ČšŠk. Један је од најуспешнијих клубова у Словачкој, са пет титула Прве лиге Чехословачке и четири купа Чехословачке, као и девет трофеја купа Словачке (пет у независној држави) и једним трофејом суперкупа Словачке.
Већину трофеја из периода Чехословачке Спартак је освојио у својој златној ери, која је почела освајањем Митропа купа 1967, а поред домаћих успеха који су уследили клуб је у том периоду успео да стигне до још једног финала Митропа купа 1968, као и једном до полуфинала и два пута до четвртфинала Купа европских шампиона. Златно доба клуба се завршило средином седамдесетих година 20. века.

## Успеси

### Национални
- Прва лига Чехословачке (1945–93)
  - Првак (5): 1967/68, 1968/69, 1970/71, 1971/72, 1972/73.
- Куп Чехословачке
  - Освајач (4): 1966/67, 1970/71, 1974/75, 1985/86.
- Првенство Словачке
  - Првак (1): 2017/18.
- Куп Словачке
  - Освајач (9): 1970/71, 1974/75, 1985/86, 1990/91, 1997/98, 2018/19, 2021/22, 2022/23, 2024/25.
- Суперкуп Словачке
  - Освајач (1): 1998.

### Међународни
- Куп европских шампиона
  - Полуфинале (1): 1968/69.
  - Четвртфинале (2): 1972/73, 1973/74.
- Митропа куп
  - Победник (1): 1967.
  - Финале (1): 1968.

## Име кроз историју
- Основан као TŠS Trnava (1923)
- (1923–39)
- (1939–48)
- (1948–49)
- (1949–53)
- (1953–67)
- (1967–88)
- (1988–93)
- (1993–)

## Спартак Трнава у европским такмичењима
| Сезона   | Такмичење             | Коло          | Држ.                                             | Клуб                  | Резултат            | УЕФА коеф. |
| -------- | --------------------- | ------------- | ------------------------------------------------ | --------------------- | ------------------- | ---------- |
| 1960.    | Митропа куп           | Група         | Италија                                          | Рома                  | 2:0, 0:1            | 0.0        |
| 1962.    | Митропа куп           | Група         | Мађарска                                         | Вашаш                 | 0:5, 2:2            | 0.0        |
|          |                       | Група         | Италија                                          | Фјорентина            | 3:4, 1:6            | 0.0        |
|          |                       | Група         | Социјалистичка Федеративна Република Југославија | Војводина             | 1:0, 0:0            | 0.0        |
| 1967.    | Митропа куп           | Осмина финала | Мађарска                                         | Хонвед                | 1:1, 4:0            | 0.0        |
|          |                       | Четвртфинале  | Италија                                          | Лацио                 | 1:1, 1:0            | 0.0        |
|          |                       | Полуфинале    | Италија                                          | Фјорентина            | 2:0, 1:2            | 0.0        |
|          |                       | Финале        | Мађарска                                         | Ујпешт Дожа           | 2:3, 3:1            | 0.0        |
| 1967/68. | Куп победника купова  | 1. коло       | Швајцарска                                       | Лозана                | 2:3, 2:0            | 2.0        |
|          |                       | Осмина финала | Совјетски Савез                                  | Торпедо Москва        | 0:3, 1:3            | 2.0        |
| 1968.    | Митропа куп           | Осмина финала | Италија                                          | Рома                  | 2:1, 1:1            | 0.0        |
|          |                       | Четвртфинале  | Социјалистичка Федеративна Република Југославија | Жељезничар Сарајево   | 2:1, 2:2            | 0.0        |
|          |                       | Полуфинале    | Социјалистичка Федеративна Република Југославија | Вардар                | 4:1, 2:2            | 0.0        |
|          |                       | Финале        | Социјалистичка Федеративна Република Југославија | Црвена звезда         | 1:0, 1:4            | 0.0        |
| 1968/69. | Куп шампиона          | 1. коло       | Румунија                                         | Стеауа Букурешт       | 1:3, 4:0            | 13.0       |
|          |                       | Осмина финала | Финска                                           | Рејипас Лахти         | 9:1, 7:1            | 13.0       |
|          |                       | Четвртфинале  | Грчка                                            | АЕК Атина             | 2:1, 1:1            | 13.0       |
|          |                       | Полуфинале    | Холандија                                        | Ајакс                 | 0:3, 2:0            | 13.0       |
| 1969/70. | Куп шампиона          | 1. коло       | Малта                                            | Хибернијанс           | 2:2, 4:0            | 5.0        |
|          |                       | Осмина финала | Турска                                           | Галтасарај            | 1:0, 0:1            | 5.0        |
| 1970/71. | Куп сајамских градова | 1. коло       | Француска                                        | Олимпик Марсељ        | 2:0, 0:2 пен.       | 4.0        |
|          |                       | 2. коло       | Западна Немачка                                  | Херта Берлин          | 0:1, 3:1            | 4.0        |
|          |                       | Осмина финала | Западна Немачка                                  | Келн                  | 0:1, 0:3            | 4.0        |
| 1971/72. | Куп шампиона          | 1. кол        | Румунија                                         | Динамо Букурешт       | 0:0, 2:2            | 2.0        |
| 1972/73. | Куп шампиона          | Осмина финала | Белгија                                          | Андерлехт             | 1:0, 1:0            | 7.0        |
|          |                       | Четвртфинале  | Енглеска                                         | Дарби каунти          | 1:0, 0:2            | 7.0        |
| 1973/74. | Куп шампиона          | 1. коло       | Норвешка                                         | Викинг                | 2:1, 1:0            | 10.0       |
|          |                       | Осмина финала | Совјетски Савез                                  | Зарја Ворошиловград   | 0:0, 1:0            | 10.0       |
|          |                       | Четвртфинале  | Мађарска                                         | Ујпешт Дожа           | 1:1, 1:1 пен (3:4)  | 10.0       |
| 1975/76. | Куп победника купова  | 1. коло       | Португалија                                      | Боависта              | 0:0, 0:3            | 1.0        |
| 1986/87. | Куп победника купова  | 1. коло       | Западна Немачка                                  | Штутгарт              | 0:1, 0:0            | 1.0        |
| 1996.    | Интертото куп         | Група         | Савезна Република Југославија                    | Чукарички Станком     | 3:0                 | 0.0        |
|          |                       | Група         | Летонија                                         | Даугава Рига          | 6:0                 | 0.0        |
|          |                       | Група         | Њемачка                                          | Карлсруе              | 1:1                 | 0.0        |
|          |                       | Група         | Румунија                                         | Универзитатеа Крајова | 1:2                 | 0.0        |
| 1997/98. | УЕФА куп              | 1. коло кв.   | Малта                                            | Биркиркара            | 1:0, 3:1            | 4.0        |
|          |                       | 2. коло кв.   | Грчка                                            | ПАОК                  | 3:5, 0:1            | 4.0        |
| 1998/99. | Куп победника купова  | Кв.           | Северна Македонија                               | Вардар                | 1:0, 2:0            | 4.0        |
|          |                       | 1. коло       | Турска                                           | Бешикташ              | 0:3, 2:1            | 4.0        |
| 1999/00. | УЕФА куп              | Кв.           | Албанија                                         | Влазнија Скадар       | 1:1, 2:0            | 3.5        |
|          |                       | 1. коло       | Аустрија                                         | ГАК                   | 0:3, 2:1            | 3.5        |
| 2003.    | Интертото куп         | 1. коло       | Северна Македонија                               | Победа Прилеп         | 1:5, 1:2            | 0.0        |
| 2004.    | Интертото куп         | 1. коло       | Мађарска                                         | Дебрецин              | 3:0, 1:4 пгг        | 0.0        |
|          |                       | 2. коло       | Босна и Херцеговина                              | Слобода Тузла         | 2:1, 1:0            | 0.0        |
|          |                       | 3. коло       | Хрватска                                         | Славен Белупо         | 0:0, 2:2 пгг        | 0.0        |
| 2006/07. | УЕФА куп              | 1. коло кв.   | Азербејџан                                       | Карван Евлах          | 0:1, 0:1            | 0.0        |
| 2008/09. | УЕФА куп              | 1. коло кв.   | Грузија                                          | ВИТ Грузија           | 2:2, 0:1            | 0.5        |
| 2009/10. | Лига Европе           | 1. коло кв.   | Азербејџан                                       | Интер Баку            | 2:1, 3:1            | 2.5        |
|          |                       | 2. коло кв.   | Босна и Херцеговина                              | Сарајево              | 0:1, 1:1            | 2.5        |
| 2011/12. | Лига Европе           | 1. коло кв.   | Црна Гора                                        | Зета                  | 3:0, 1:2            | 4.0        |
|          |                       | 2. коло кв.   | Албанија                                         | Тирана                | 0:0, 3:1            | 4.0        |
|          |                       | 3. коло кв.   | Бугарска                                         | Левски Софија         | 1:2, 2:1 пен. (5-4) | 4.0        |
|          |                       | Плеј оф       | Русија                                           | Локомотива Софија     | 0:2, 1:1            | 4.0        |
| 2012/13. | Лига Европе           | 2. коло кв.   | Република Ирска                                  | Слајго роверси        | 3:1, 1:1            | 2.5        |
|          |                       | 3. коло кв.   | Румунија                                         | Стеауа Букурешт       | 1:0, 0:3            | 2.5        |
| 2018/19  | УЕФА Лига шампиона    | 1. коло кв.   | Босна и Херцеговина                              | Зрињски               | 1:0, 1:1            | -          |
|          |                       | 2. коло кв.   | Пољска                                           | Легија                | 2:0, 0:1            | -          |
|          |                       | 3. коло кв.   | Србија                                           | Црвена Звезда         | 1:1, 1:2            | -          |

Укупан УЕФА коефицијент: 66.0